# Anna Rose Holmer

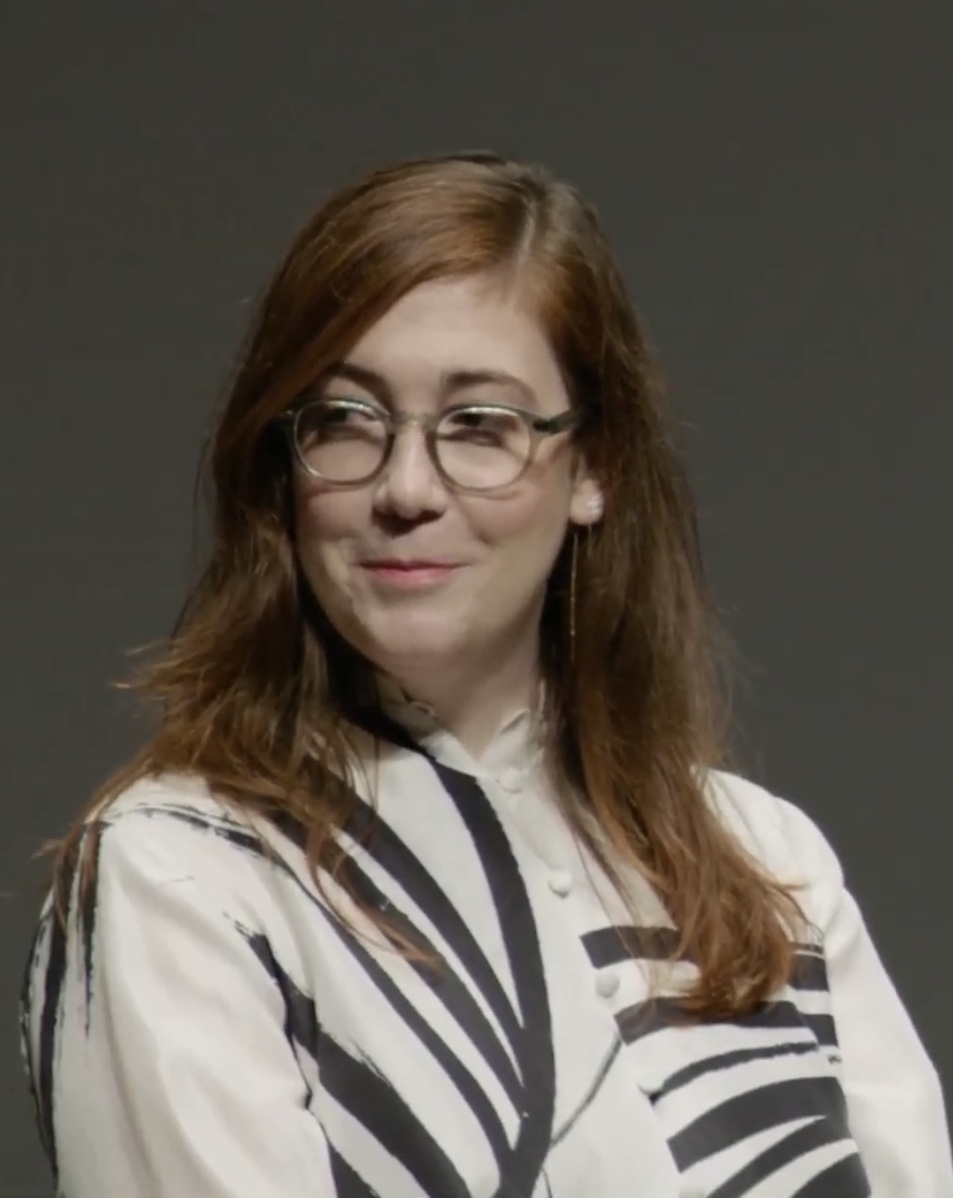
Anna Rose Holmer bei der Vorstellung ihres Films God’s Creatures im Mai 2022 in Cannes

Anna Rose Holmer ist eine US-amerikanische Filmregisseurin und Filmproduzentin.

## Leben
Anna Rose Holmer wurde als Anna Farrell geboren und wuchs in Pawling in New York auf. Im Jahr 2007 schloss sie das Undergraduate Film & Television Program der Tisch School of the Arts der New York University mit Schwerpunkt Kamera ab.
The Fits, Holmers Regiedebüt bei einem Spielfilm, feierte im September 2015 bei den Internationalen Filmfestspielen von Venedig seine Premiere. Bei ihrem Filmdrama God’s Creatures, mit Emily Watson und Paul Mescal in den Hauptrollen, führte sie gemeinsam mit Saela Davis Regie, die zuvor als Filmeditor tätig war. Die Premiere erfolgte im Mai 2022 bei den Internationalen Filmfestspielen in Cannes, wo der Film in der Semaine de la Critique gezeigt wird.
Im Jahr 2015 wurde Holmer vom Filmmaker Magazine zu einem der „25 New Faces of Independent Film“ gekürt und im Jahr 2017 im Rahmen der Independent Spirit Awards mit dem „Someone to Watch Award“ ausgezeichnet.

## Filmografie
- 2010: Twelve Ways to Sunday (Dokumentarfilm)
- 2015: The Fits
- 2019: The OA (Fernsehserie, eine Folge)
- 2022: God’s Creatures

## Auszeichnungen
Independent Spirit Award
- 2017: Auszeichnung mit dem Someone to Watch Award (The Fits)
- 2017: Nominierung als Bester Debütfilm (The Fits)

Sundance Film Festival
- 2016: Nominierung für den Publikumspreis in der Sektion Best of Next! (The Fits)